# Yuriy Gladyr
Yuryi Serhiyovych Gladyr (em ucraniano:  Гладир Юрій Сергійович, Poltava, 8 de julho de 1984) é um jogador de voleibol ucraniano naturalizado polonês que atua na posição de central.

## Carreira
Yuryi iniciou sua carreira desportiva atuando na primeira divisão do campeonato ucraniano pelo Azot Czerkasy, clube a qual conquistou o título do Campeonato Ucraniano de 2004–05. Na temporada seguinte o central se transferiu para o Lokomotyv Kyiv, conquistando o título nacional na temporada 2006–07.
Em 2008 Yuriy transferiu-se para o voleibol polonês após assinar com o AZS Politechnika Warszawska, permanecendo no clube por apenas uma temporada e assinando na temporada seguinte com o ZAKSA Kędzierzyn-Koźle. Durante sua passagem de sete temporadas pelo novo clube, o atleta conquistou duas Copas da Polônia e um Campeonato Polonês, além do vice-campeonato na Taça CEV de 2010–11 após ser derrotado na final pelo italiano Sisley Treviso.
Em 2016, permanecendo em solo polonês, Yuriy assinou com o PGE Skra Bełchatów. Com o novo clube, o central conquistou na temporada 2016–17 o vice-campeonato da Campeonato Polonês e da Copa da Polônia, sendo derrotado nas duas finais pelo ex-clube ZAKSA Kędzierzyn-Koźle. No ano seguinte, Gladyr foi anunciado como o novo reforço do Fenerbahçe. Pelo clube turco, o central conquistou a Supercopa Turca de 2017.
Na temporada 2018–19, Yuriy atuou pelo recém-promivido Emma Villas Siena, na primeira divisão do campeonato italiano. Após o rebaixamento da equipe ao término da temporada, Yuriy retornou ao voleibol polonês após assinar com o Jastrzębski Węgiel.
Com o clube da cidade de Jastrzębie-Zdrój, Yuriy conquistou o título da PlusLiga na temporada 2020–21, além da Supercopa Polonesa em 2021. Nas temporadas seguintes, o sucesso de Yuriy continuou, conquistando novamente os títulos da Supercopa Polonesa em 2022, onde foi eleito o melhor jogador, e da PlusLiga de 2022–23, sendo eleito o melhor jogador da partida final.

## Vida pessoal
Em 2013, Yuriy recebeu a cidadania polonesa.

## Títulos
Azot Cherkassy
- Campeonato Ucraniano: 2005–06

Lokomotyv Kyiv
- Campeonato Ucraniano: 2007–08

ZAKSA Kędzierzyn-Koźle
- Campeonato Polonês: 2015–16
- Copa da Polônia: 2012–13, 2013–14

Fenerbahçe
- Supercopa Turca: 2017

Jastrzębski Węgiel
- Campeonato Polonês: 2020–21, 2022–23, 2023–24
- Supercopa Polonesa: 2021, 2022

Warta Zawiercie
- Supercopa Polonesa: 2024

## Clubes
| Anos      | Clube                       |
| --------- | --------------------------- |
| 2004–2006 | Azot Czerkasy               |
| 2006–2008 | Lokomotyv Kyiv              |
| 2008–2009 | AZS Politechnika Warszawska |
| 2009–2016 | ZAKSA Kędzierzyn-Koźle      |
| 2016–2017 | PGE Skra Bełchatów          |
| 2017–2018 | Fenerbahçe                  |
| 2018–2019 | Emma Villas Siena           |
| 2019–2024 | Jastrzębski Węgiel          |
| 2024–     | Aluron CMC Warta Zawiercie  |

## Prêmios individuais
- 2011: Copa da Polônia – Melhor central
- 2022: Supercopa Polonesa – MVP